# Kevin Locke

a Compétitions nationales et continentales officielles uniquement.

b Matchs officiels uniquement.
Kevin Locke, né le 4 avril 1989, est un joueur de rugby à XIII néo-zélandais évoluant au poste d'arrière ou d'ailier dans les années 2000 et 2010. Après des débuts au poste d'ailier dans la franchise néo-zélandaise des New Zealand Warriors en 2009, il est replacé au poste d'arrière à partir de 2011. Titulaire en club, il est appelé dans l'équipe de la Nouvelle-Zélande en 2011, disputant notamment la Coupe du monde 2013 où la sélection y finit finaliste contre l'Australie. Il signe un contrat de trois ans avec les Salford Red Devils à compter de la saison 2015 en Super League.